# Museo nacional de la cultura e historia de Bielorrusia
El Museo nacional de la historia de Bielorrusia (en bielorruso: Нацыянальны гiстарычны музей Рэспублiкi Беларусь) es un museo en Minsk, Bielorrusia. Se trata del principal museo principal de historia de la República de Bielorrusia y posee la colección más grande de monumentos de la cultura material y espiritual del pueblo bielorruso, desde los tiempos antiguos hasta nuestros días. El contenido del fondo del museo abarca del 40.000 a.c. hasta la actualidad. Varias colecciones del museo tienen especial valor para el país.